# Лампасос-де-Наранхо
Лампа́сос-де-Нара́нхо (исп. Lampazos de Naranjo)  —   муниципалитет в Мексике, входит в штат Нуэво-Леон. Население — 5288 человек.

## История
В 1698 году город основал Фрай Дьего де Саласар.